# Windenergie in Kanada

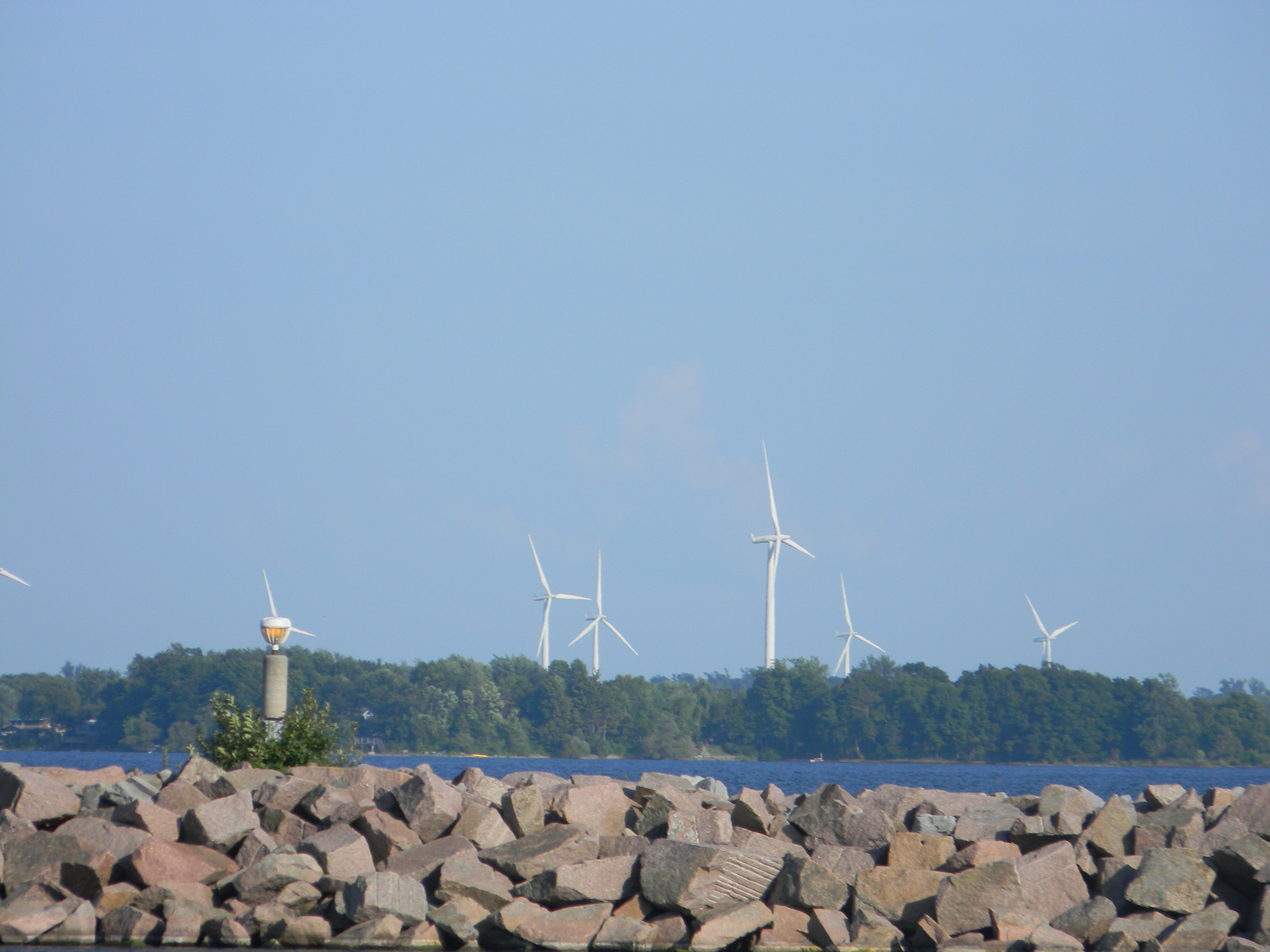
Windkraftanlagen auf Wolfe Island, Ontario

Die Windenergie in Kanada hat eine zunehmende Bedeutung bei der Stromerzeugung des Landes: 2023 wurden etwa 6 % des kanadischen Strombedarfs mit Windenergie gedeckt. Laut der Canadian Wind Energy Association verfügte Kanada im Dezember 2019 über eine installierte Windenergieleistung von 13.413 MW.
Die Stromerzeugung in Kanada erfolgte bislang vor allem mit Wasserkraft, die etwa 58,6 % des landesweiten Strombedarfs deckt.
Der größte und mit einer Kapazität von 495 MW leistungsstärkste Windpark Kanadas ist derzeit die Buffalo Plains Wind Farm im Vulcan County, im Süden der Provinz Alberta.

## Installierte Leistung

Entwicklung der installierten und erzeugten Windkraftleistung in Kanada

Quelle: Canadian Renewable Energy Association
| Provinz/Territorium      | installierte Leistung Stand Dezember 2021 in MW | installierte Leistung Stand Dezember 2024 in MW |
| ------------------------ | ----------------------------------------------- | ----------------------------------------------- |
| Alberta                  | 2.178                                           | 5.715                                           |
| British Columbia         | 743                                             | 747                                             |
| Manitoba                 | 259                                             | 258                                             |
| New Brunswick            | 355                                             | 397                                             |
| Neufundland und Labrador | 55                                              | 55                                              |
| Nordwest-Territorien     | 9                                               | 13                                              |
| Nova Scotia              | 616                                             | 620                                             |
| Nunavut                  | 0,0                                             | 0,2                                             |
| Ontario                  | 5.536                                           | 5.532                                           |
| Prince Edward Island     | 204                                             | 204                                             |
| Québec                   | 3.920                                           | 4.072                                           |
| Saskatchewan             | 429                                             | 818                                             |
| Yukon                    | 0,8                                             | 4                                               |
| Gesamt                   | 14.304.8                                        | 18.435.2                                        |

## Geschichte
Die ersten kommerziell genutzten Windkraftanlagen Kanadas wurden 1993 nahe Pincher Creek in der Provinz Alberta errichtet.